# 国際連合安全保障理事会決議47
国際連合安全保障理事会決議47（こくさいれんごうあんぜんほしょうりじかいけつぎ47、英: United Nations Security Council Resolution 47, UNSCR47）は、1948年4月21日に国際連合安全保障理事会決議で採択された決議。カシミール紛争に関するものである。
インドとパキスタンの両方からの議論を聞いたうえで、理事会は国際連合安全保障理事会決議39にてその設立を決定した委員会（当初 1人はインド、1人はパキスタンから選出し、残る一人はこの2人のメンバーから選出することとしていた）のメンバーをアルゼンチン、ベルギー、コロンビア、チェコスロバキア、アメリカ合衆国の代表者からなる5人のものに変更した。この委員会の目的は、インド亜大陸に赴き、インドとパキスタンの政府が地域の平和と秩序を回復し、カシミールの将来を決定する国民投票の準備をするのを援助することである。
次に、決議では紛争解決のための3段階のプロセスを推奨した。第1段階では、パキスタンは、戦闘目的でカシミール地方に入国したすべての国民を撤退させるよう求められた。第2段階では、インドは法と秩序に必要な最小限のレベルまで軍備を段階的に縮小するよう求められた。第3段階では、自由で公平な住民投票を実施する国連が指名する住民投票管理人を任命することが求められた。
決議はパラグラフごとに採択され、全体としての決議に対する投票は行われなかった。よって上記の表の通り無投票採択としている。
インドとパキスタンの双方は決議に反対を表明した一方で、上述の国連委員会による調停を歓迎した。調停を通じて、委員会は安全保障理事会決議を拡大および修正し、独自の2つの決議を採択してインドとパキスタン双方の受容にこぎ着けた。その後、1949年の初めに停戦が委員会によってなされたが、しかし、非武装化のプロセスをめぐって意見の相違があり、最終的に停戦は実現しなかった。一連の努力の末、委員会は1949年12月にその失敗を宣言した。

## 前史
1947年以前は、ジャンムー・カシュミール（カシミール）は、ヒンドゥー教のマハーラージャ家であったドグラ朝（Dogra dynasty）によって統治されており、イギリスを宗主国として仰ぐ藩王国であった。インドとパキスタンの独立（いわゆるインド・パキスタン分離独立）を目前に控え、英国は「英国親政権（British Paramountcy）」の失効を発表し、統治者には2つの新国のいずれかに加盟（accenssion）するか、独立を維持するかの選択肢が与えられこのマハーラージャは独立を選択した。というのも、ジャンムー・カシミール州の人口は、1941年の国勢調査によると、イスラム教徒が77％、ヒンドゥー教徒が20％、その他（シク教徒、仏教徒）が3％であり、南部のジャンムー部州（Jammu Division）はインドの東パンジャーブと関係のあるヒンドゥー教徒が多数を占め、東部のラダックは仏教徒が多数を占め、中央部のカシミール渓谷はカシミール語を話すイスラム教徒が多数を占め、アザド・カシミール（西部地区）はパキスタンの西パンジャーブと同族のスンニ派イスラム教徒、ギルギット・バルティスタン州（Gilgit-Baltistan、北部地区）はシーア派とイスマーイール派のイスラム教徒が多数を占めており、このように民族や宗教が混在していることを考慮したためである。
1947年10月26日、パキスタンのパシュトゥーン族（Pashtun tribes）による武力侵攻と州西部での反乱により、マハラジャはインドに加盟した。インドは翌日、直ちにカシミール地方に軍を空輸した。その後、学者たちによって引用された多くの証拠は、パキスタンがこの侵略を扇動し、支援したことを指摘している。インド軍とパキスタンの襲撃者との間で、王子制国家の範囲内で限定的な戦争が続いた。これが第一次印パ戦争である。
1948年1月1日、インドは国連憲章第35条（第1項に「国際連合加盟国は、いかなる紛争についても、第34条に掲げる性質のいかなる事態についても、安全保障理事会又は総会の注意を促すことができる」とある、なお第34条は「安全保障理事会は、いかなる紛争についても、国際的摩擦に導き又は紛争を発生させる虞のあるいかなる事態についても、その紛争又は事態の継続が国際の平和及び安全の維持を危くする虞があるかどうかを決定するために調査することができる。」というもの）に基づき、この問題を国連安全保障理事会に提訴した。インドは、パキスタンの国民や部族がインド領のジャンムー・カシミール地方を攻撃したと主張した。パキスタンがこのような行為を続けないよう、安保理に要請した。また、インドは、州の法的加盟を保持しているにもかかわらず、国民の意思を確認するために住民投票を行い、その結果に従う用意があると述べた。これに対し、パキスタンは紛争への関与を否定するとともに、インドが「欺瞞と暴力（fraud and violence）」によって国王の地位を獲得し、イスラム教徒に対する「ジェノサイド」を行っていると反論した。 
1948年1月20日、安全保障理事会は決議第39号を採択し、上記の通り3人の委員で構成される委員会を設置して不満点を調査した。しかし、この委員会が実現したのは1948年5月のことであった。その間、安保理の審議は続き、戦争も続いていた。

## 決議47
3月18日、中華民国は、3部構成の新しい決議案を提出した。第1部は平和の回復をテーマにしたもので、パキスタンに自国民の撤退を求めている。第2部は、カシミール地方の人々がインドとパキスタンのどちらを選ぶかを問う住民投票の実施に関するものである。インドは、国連事務総長によって指名された長官が国家の役人として機能する「一般投票管理局（Plebiscite Administration）」を設立するよう求められた。第3部では、カシミール地方のすべての主要な政治グループを代表する暫定行政機関の設立が検討された。 
その後の議論の間に、草案は大幅に修正され、イギリスの代表団の扇動もあってパキスタンにいくつかの譲歩がなされた。インドは修正に不快感を表明した。 

### 決議
採択された最終決議は大きく2つの部分（末尾にある「一般的条項」を含めると3つ）で構成されていた。第1部は、委員会のメンバーを5人に増やし、インド・パキスタン間の調停のために直ちにインド亜大陸に向かうことを求めた。第2部は、平和の回復と国民投票の実施に関する安全保障理事会の勧告を扱うものである。これには3つのステップがあった。  
- 第1段階では、パキスタンは「最善の努力」を払って、すべての部族民とパキスタン国民の撤退を確保し、同州での戦闘を終結させるよう求められた。
- 第2段階では、インドに対し、法と秩序を維持するために必要な最小限のレベルまで、軍備を「漸進的に縮小」することを求めた。第2段階では、インドに対し、法秩序の維持に必要な最低限のレベルまで軍隊を「漸進的に削減」することを求め、委員会と協議の上、可能な限り現地の人員を用いて法秩序を維持するための原則を示した。
- 第3段階では、州政府にすべての主要政党が閣僚レベルで参加し、基本的に連立内閣を組むようにすることが求められた。その後、インドは国連から指名されたプレビスクイト行政官を任命し、この行政官は両国への対応や自由で公平な一般投票（plebiscite、国民投票「referendum」よりも拘束力・決定権の強いもの）を確保する権限など、さまざまな権限を持つことになりました。難民の帰還、すべての政治犯の釈放、政治的自由を確保するための措置が取られるべきである。

この条項は、9票の賛成で採択され、ソビエト連邦とウクライナ・ソビエト社会主義共和国は棄権した。 

### 解説
この決議は、国際連合憲章の第6章（「紛争の平和的解決」）に基づいて行われた。この決議は、当事者への指示ではなく、「勧告」であった。元国連外交官のジョセフ・コーベル（Josef Korbel）は、これは「道徳的」にのみ当事者を拘束するもので、「法律的」には拘束しないと述べている。紛争の最終的な解決は、インドとパキスタンの政府に委ねられており、彼らの善意に依存していたのである。 
安全保障理事会は、この問題でどちらかに味方することは避けた。インドが要求したように、パキスタンを侵略者として非難することもなかった。また、ジャンム・カシミール地方の加盟の法的問題にも触れなかった。コーベルは、安保理が国際司法裁判所に法的問題についての勧告的意見を求めることができたと述べている。そうすれば、安保理は当事者の一方が間違っていると断定できる立場になり、紛争の処理も容易になっただろう。 
しかし、安全保障理事会のアプローチは、コーベルに言わせれば「臆病（timid）」であった。安保理のカシミール問題に対する評価は現実的ではなく、長期にわたる討議、延々と続く論争、そして審議の中断などがすぐに露呈した。時が経つにつれ、カシミール地方の緊張と政治的亀裂は高まり、一般投票による解決はますます困難になっていった。
ウォーレン・R・オースティン（Warren R. Austin）国連大使も意見を共有した。オーティンは、この決議やそれに続く決議は非現実的で効果がないと考えていた。この決議は、インドとパキスタンが安保理に協力するという善意に依存しており、安保理に制裁を加える権限を与えていない。在インド、在パキスタンの米国大使やその職員も同様に不満を抱いていた。
安全保障理事会がこの問題を、その法的根拠、特にカシミールのインドへの加盟が有効であったかどうかではなく、主に政治的論争と見なしたことは明らかである。 これは、加盟は有効だが不完全であり、国民の批准が必要であることを暗に前提としていた。そのため、最初はパキスタン人の脱退を求めていたが、最終的には国民投票が解決策になるとしていた。法律の専門家であるスマティ・サブビア（Sumathi Subbiah）は、法的義務ではなく政治的な紛争として事態を処理する方法は、インドとパキスタンに最終的な解決を迫るには弱すぎると主張している。

### 反応
インドとパキスタンの両方がこの決議に反対を表明した。インド政府は、国連に抗議の手紙を送り、決議のいかなる実施にも協力しないとした。パキスタン代表は、この提案に完全に満足していたわけではなかったが、その批判は完全な拒絶を意味するものではなかったという。
インドはまず第一に、決議がパキスタンの侵略とカシミールのインドへの合法的な加盟の不満を無視して、インドとパキスタンを対等な立場に置くことに反対した。さらに、インドの防衛のために州内に軍隊を駐留させることが認められていないことに反対した。また、連立政権が必要となると、当時のカシミール州首相であるシェイク・アブドゥッラー（Sheikh Abdullah）が無理な立場に立たされると考えていた。また、一般投票行政官に与えられた権限はあまりにも広く、州の主権を損なっているとしている。また、すべての難民を帰還させるという規定も非現実的だと考えていた。最後に、インドはパキスタンを一般投票の実施対象から除外することを望んだ。 
パキスタンは、決議で認められている最小限のレベルであっても、カシミール地方にインド軍を駐留させることに反対していた。パキスタンは、パキスタン領カシミールの有力政党であるイスラム会議（全ジャンムー・カシミールムスリム会議）が、州政府に同等の代表権を持つことを望んだ。 パキスタン政府関係者は、安保理の審議はパキスタンに有利な内容だったが、最終的な提案はインドを「なだめる」ために米英によって修正されたと考えていた。特にイギリスは批判されていた。 
しかし、最終的に双方は国連委員会を歓迎し、国連委員会と協力することに合意した。 

## 国連委員会とその活動
国際連合インド・パキスタン委員会（UNCIP）は、チェコスロバキアのジョセフ・コーベル、アルゼンチンのリカルド・スィリ（Ricardo Siri）、ベルギーのエグベルト・グラエフ（Egbert Graeffe）、コロンビアのアルフレッド・ロサノ（Alfredo Lozano）、アメリカのジェローム・クラール・ハドル（Jerome Klahr Huddle）の5カ国の代表で構成されており、1948年7月にインド亜大陸に到着し、活動を開始した。ジャンムー・カシミール地方のシェイク・アブドゥッラー政府とムザファラバード地方のアザド・カシミール政府の争いについて8月13日以下の決議を採択した。
1. 停戦への対処、敵対行動の完全な停止の要求。
2. 停戦協定（パキスタンの軍隊、部族、その他のパキスタン国民を含む戦闘部隊の完全撤退を求め、避難した地域は委員会の監視下で地方自治体が管理することを明記している。パキスタンの撤退後、インドは「大部分の軍（bulk of its forces）」を撤退させ、法と秩序の維持に必要な最低限のレベルまで下げることを期待した）。
3. 休戦協定承認後、印パ両国が委員会との協議に入り、国民の意思に基づいて国家の将来を決定すること。

休戦協定を先回しにし、パキスタンによる侵略行為を暗に認めたこの決定にパキスタンは非常に多くの留保や条件を付け、委員会は「拒絶に等しい（tantamount to rejection）」とし、パキスタンが戦後の公平な国民投票に関心を寄せていると考えた。しかしながら最終的に翌1949年1月1日停戦が実現。5日に決議の補足事項を盛り込んだ。
しかしインドは予定を早めて「アザド軍」の解散を主張。これをパキスタンが拒否したうえ、非武装化に関しても双方から拒否があったため仲裁を図ったが、インドはこれに関しても「断固とした即決（affirmative and immediate decision）」が必要だと言ってこれを拒否した。委員会の見解としてはこれは「アザド軍」の拡大がインド軍の撤退を困難にさせているとのことであった。さらに、「北部地域」（上述の通り現在のギルギット・バルティスタン州のこと）をめぐっても難航した。最終的に委員会の監督下にある「地方自治体（local authorities）」が当該地域を統治し、国連監視団が必要とした時のみにインド軍の派遣を行うとの妥協案も双方から拒否された。
結果委員会は失敗を宣言し、1949年12月9日に安全保障理事会に最終報告書を提出した。

## その後
安全保障理事会は、カナダ代表のアンドリュー・マクノートン（Andrew McNaughton）将軍に、非武装化計画に向けてインドとパキスタンと非公式に協議するよう要請した。マクノートン将軍は、1949年12月22日の協議の中で、パキスタンとインドの両軍を最小限のレベルまで削減し、アザド軍と国軍を解体することを提案した。インドは2つの広範囲にわたる修正案を提出し、事実上、マクノートン案を拒否した。マクノートン案は、インドとパキスタンを対等な立場で扱うという点で、UNCIPによる決議とは大きく異なっていた。インドは、このような対等な関係を嫌っていた。 
インドの明らかな反対にもかかわらず、安全保障理事会は国際連合安全保障理事会決議80でマクノートン提案を採択し、調停人を任命しました。結果その調停も失敗に終わった。
1972年7月2日、 第三次インド・パキスタン戦争の後、インドとパキスタンはシムラー協定に署名し、二国間交渉を通じてすべての相違点を解決することに合意した。それ以来、アメリカ合衆国、イギリス、およびほとんどの西側諸国政府はこのアプローチを支持してきた。     
2001年、当時の第7代国連事務総長であるコフィー・アナンがインドとパキスタンを訪問した際、カシミールの決議はあくまでも勧告的な提言であり、東ティモールやイラクに関する決議と比較すべきではないことを明らかにした。
2003年、当時のパキスタン大統領パルヴェーズ・ムシャラフは、パキスタンが国連決議の要求を「脇に置き（leave aside）」、二国間の代替的な解決策を検討する意向を表明した。
2020年、カシミール地方の住民がインドとパキスタンのどちらにつくかを問う住民投票の実施など、カシミール地方に関する国連安保理決議の履行を求めた。